# Арасари
Арасари (лат. Pteroglossus) — род птиц семейства тукановых (Ramphastidae) в составе отряда дятлообразных (Piciformes). Включает 14 видов.

## Описание
Представители данного рода отличаются наиболее ярким оперением во всём семействе туканов. У них длинный ступенчатый хвост и довольно стройное телосложение. Верхняя сторона, как правило, тёмная или оливково-зелёная. Гузка обычно красная. На шее, как правило, каштаново-коричневый или красный ошейник. Грудь и живот у большинства видов жёлтые с красной или чёрно-красной полосой. Верхняя часть клюва зачастую имеет зубчатую окраску. Эти птицы живут группами и населяют густые реликтовые леса, ночуя в древесных дуплах.

## Распространение
Встречаются в возвышенных местностях от южной Мексики до Аргентины.

## Виды
В состав рода включают 14 видов:
- Pteroglossus aracari — Черногорлый арасари
- Pteroglossus azara — Краснозобый арасари[3]
- Pteroglossus bailloni — Златогрудая андигена
- Pteroglossus beauharnaisii — Курчавый арасари
- Pteroglossus bitorquatus — Двухполосый арасари
- Pteroglossus castanotis — Буроухий арасари
- Pteroglossus erythropygius — Светлоклювый арасари
- Pteroglossus frantzii — Огненноклювый арасари
- Pteroglossus inscriptus
- Pteroglossus mariae — Буроклювый арасари
- Pteroglossus pluricinctus — Многополосый арасари
- Pteroglossus sanguineus — Полосатоклювый арасари
- Pteroglossus torquatus — Ошейниковый арасари
- Pteroglossus viridis — Зелёный арасари